# Sant Llorenç de Botarell
Sant Llorenç de Botarell és l'església parroquial de Botarell a la comarca del Baix Camp. D'estil barroc és protegida com a bé cultural d'interès local.
Fou bastida en el mateix lloc on abans n'hi havia una de més petita, damunt d'un rocall que la fa sobresortir dels altres edificis de la vila. L'obra es realitzà entre els anys 1617 i 1622. A la clau de la volta de la porta hi ha la data 1617. L'altar major, a la capçalera, fou construït fa poc més de dotze anys, és molt sobri, i les obres han modificat la part inferior original, abans de 1936 tapat per un gran retaule barroc.

## Descripció
És un edifici de planta rectangular d'una nau amb capelles laterals. L'interior de l'església amida vint-i-dos metres de llarg per deu d'ample. Cobreix amb volta de canó amb llunetes; la capçalera amb volta de forn avenerat.
Als peus hi ha el cor, elevat, i la torre del campanar a l'angle sud-oest. Aquest, que fou bastit posteriorment al temple, té trenta-dos metres d'alçada, i és de planta rectangular, i exteriorment té una aresta esberlada per un llamp. El coronament, de forma vuitavada, està cobert amb una cúpula de teules esmaltades i al cim hi ha una bola de pedra d'on surt una creu de ferro forjat. Damunt la porta, d'arc carpanell motllurat, una fornícula amb una imatge. Les parets són fetes amb pedra i morter, enguixades i pintades i la volta de maó.
A l'inici de la construcció, l'arquitecte Pere Blai hi hauria treballat.